# Mollie Walker
Mary "Mollie" Walker (* 5. Februar 1909 in Cadoxton, Wales; † 22. Januar 2022 in Reading, Berkshire, Vereinigtes Königreich) war eine walisische Supercentenarian und Altersrekordlerin. Ihr Alter von 112 Jahren und 351 Tagen wurde von der Gerontology Research Group verifiziert und galt seit dem Tod von Gertrude Kingston am 28. Juli 2021 als älteste lebende Person im Vereinigten Königreich.

## Leben
Mary Walker erwarb mit 17 Jahren ihr erstes Auto, einen Austin 7 und verfolgte ihr ganzes Leben lang das Ziel, Menschen das Autofahren beizubringen. Sie selbst fuhr viele Fahrzeugtypen und fuhr, bis sie das Alter von 103 Jahren erreichte. Sie heiratete John Walker im Jahre 1931 und hatte zwei Kinder: Sheila und Graham. Mary Walker und John Walker ließen sich in den 1930er-Jahren ein Haus in Kingwood, Oxfordshire, Vereinigtes Königreich bauen, wo Mary Walker bis zu ihrem Lebensende lebte.
Während des Zweiten Weltkriegs diente Mary Walker dem Women’s Voluntary Service und arbeitete von 1954 bis 1979 bei der Peppard Parish Council. Später wurde sie vom Britischen Weltreich mit einem Orden für ihre Tätigkeit im Bevölkerungsschutz geehrt.
28. Juli 2021: Nach dem Tod von Gertrude Kingston am 28. Juli 2021 galt Mary Walker als älteste lebende Person im Vereinigten Königreich.
5. September 2021: Im Alter von 112 Jahren und 212 Tagen übertraf Walker das Alter von Lilian Priest und wurde damit zur ältesten walisischen Frau.
28. November 2021: Im Alter von 112 Jahren und 296 Tagen übertraf Mary Walker das Alter von Bergmann John Evans, was sie zur ältesten walisischen Person machte.
Später verstarb Mary Walker im Alter von 112 Jahren und 351 Tagen im Royal Berkshire Hospital in Reading, Berkshire. Nach ihrem Tod wurde Ethel Caterham zur ältesten lebenden Person, sowohl zuerst im Vereinigten Königreich als auch später weltweit. (Stand: 18. August 2025)